# Hans Nawiasky
Hans Nawiasky (24 de Agosto de 1880, Graz - 11 de Agosto de 1961, St. Gallen) foi um jurista Austríaco e um dos pais da Constituição da Baviera de 1946.

## Biografia
Hans Nawiasky foi filho do cantor de Ópera Eduard Nawiasky. Obteve um Doutorado em economia, na escola austríaca frequentemente atribuída a Carl Menger (1840-1921) e Eugen Philippovich (1858-1917), com uma tese sobre o direito do trabalho. Sete anos depois, habilitou-se como Professor com um trabalho sobre direito público. Em 1910, começou a lecionar como palestrante na Universidade de Viena. Quatro anos mais tarde, Nawiasky foi nomeado professor titular na Universidade de Munique e em 1919, recebeu o título e posto de professor extraordinário. 
Em 1920, Hans Kelsen (1881-1973) apresentou sua teoria pura do direito,, cuja Nawiasky viria a posteriormente desenvolver em maior profundidade. Em 1922, se torna professor regular de direito constitucional, lecionando ainda em direito administrativo, direito trabalhista e financeiro, e direito publico austríaco. Em 1929 tornou-se o primeiro diretor do recém-fundado Instituto de Governo do Estado e Direito Administrativo. Por conta dessa sua organização em Munique, tornou-se um dos mais importantes conselheiros jurídicos. Nos anos 1928 a 1930, foi membro do comitê constitucional nacional. Após sua expulsão pelo partido social-nacionalista, Nawiasky lecionou na Handelshochschule em St. Gallen, primeiro como professor extraordinário, e posteriormente como professor associado. Ganha mais peso nos seus círculos profissionais e acadêmicos ao desenvolver uma teoria política e jurídica, na qual o Estado é considerado complementar como ideia, como fato social, e como fenômeno jurídico. 
Em 1946, Nawiasky conseguiu retornar a Munique através dos esforços do segundo ministro pós-guerra da Baviera, Wilhelm Hoegner. Em 1947 ele continuou a lecionar na Universidade de Munique como professor de direito publico, e especialmente direito constitucional. No ano seguinte, Nawiasky envolveu-se no trabalho de preparação da convenção de Herrenchiemseer, que viria a redigir a Constituição Alemã. Sua proposta de um catalogo de direitos fundamentais com um foco nas liberdades tradicionais praticamente não foi modificada, primeiro no rascunho e depois em sua versão final. Interveio em um debate sobre o 'super-positivismo' de uma certa lei, classificando como consequência do positivismo a degeneração do direito pelo nacional-socialismo.

## Títulos
- 1953: Ordem do Mérito da República Federal da Alemanha